# Lampertshofen (Neumarkt in der Oberpfalz)

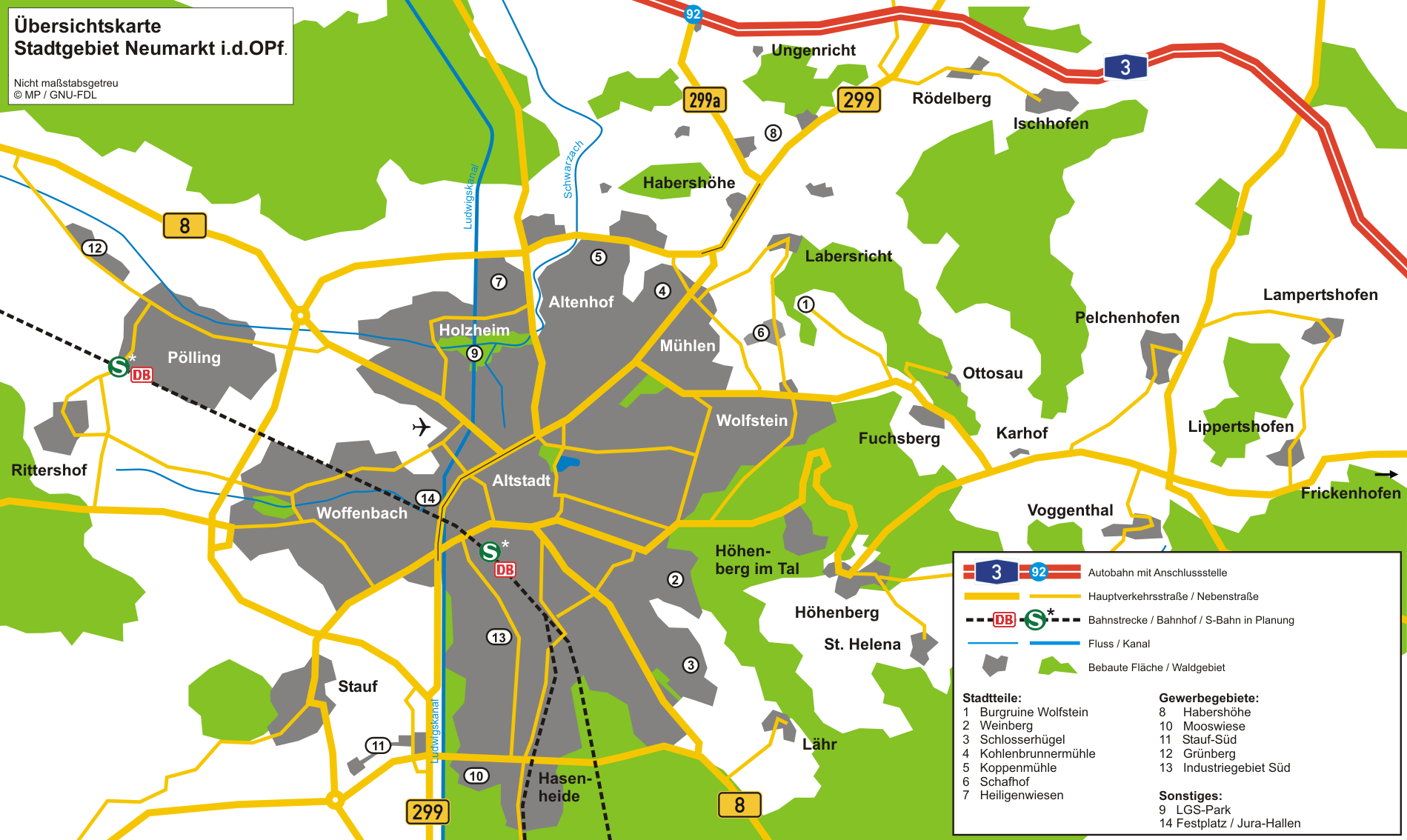
Stadtgebiet Neumarkt

Lampertshofen ist ein Gemeindeteil der Großen Kreisstadt Neumarkt in der Oberpfalz in Bayern.
Das Kirchdorf liegt östlich des Hauptortes Neumarkt in der Oberpfalz. Unweit östlich verläuft die A 3, westlich die Kreisstraße NM 25 und südlich die Staatsstraße 2240. Östlich des Ortes erhebt sich der 554 Meter hohe Mittelberg.

## Bauwerke

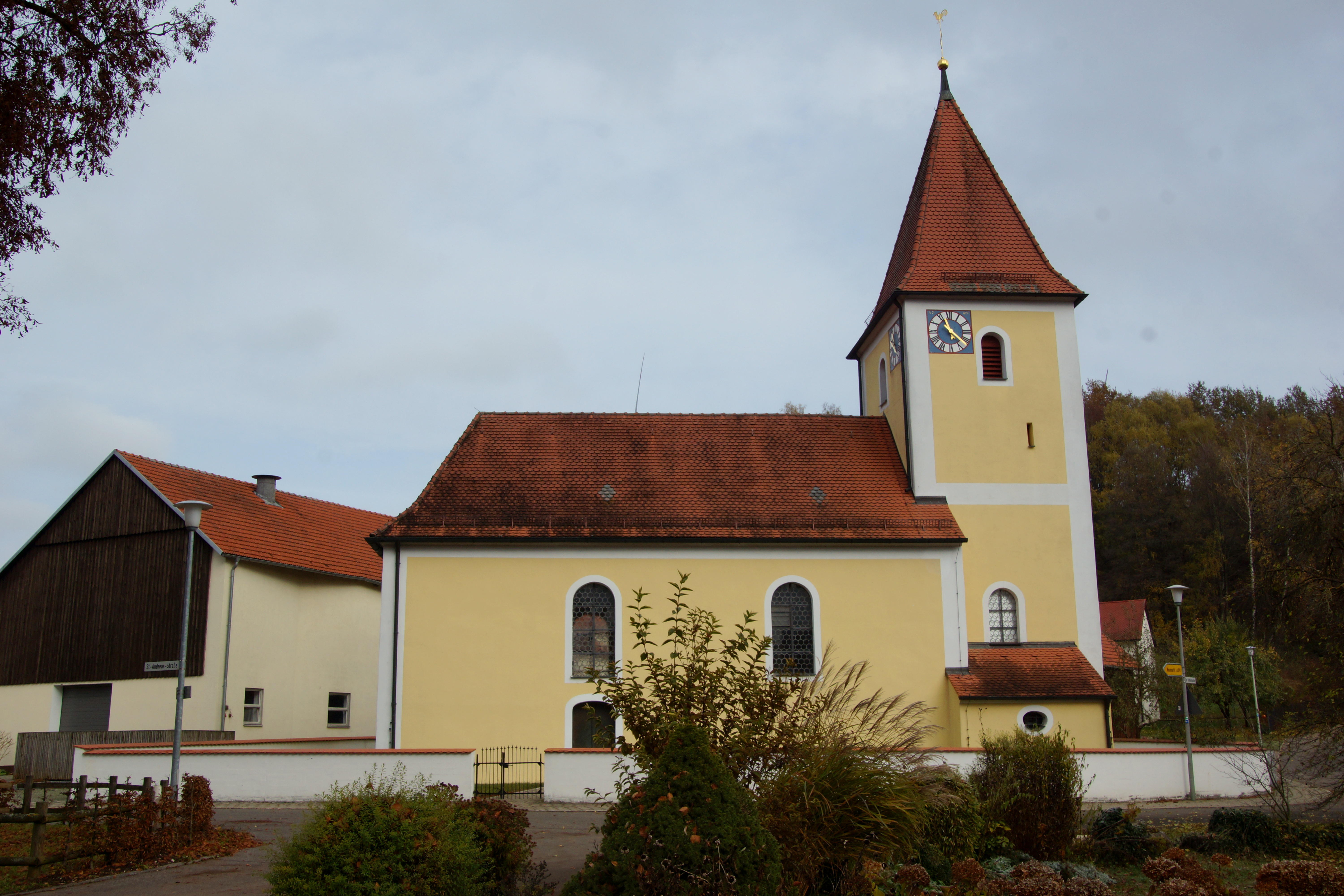
Filialkirche St. Andreas (2016)

In der Liste der Baudenkmäler in Neumarkt in der Oberpfalz ist für Lampertshofen ein Baudenkmal aufgeführt:
- Die katholische Filialkirche St. Andreas ist ein Saalbau mit Chorturm, Walmdach und Spitzhelm. Sie wurde 1725/26 unter Einbeziehung des gotischen Chorturms erbaut.